# Diego López Santos
Diego López Santos (Màlaga, 14 de març de 1974) és un exfutbolista andalús, que ocupava la posició de migcampista.
Va jugar amb l'Hèrcules CF a primera divisió a la temporada 96/97, tot sumant 23 partits i 2 gols. A més a més, va militar en altres equips com l'Almería CF, el CD Málaga o el Xerez Club Deportivo.